# Svenska spindlar
Svenska spindlar eller Aranei Svecici är ett av entomologen och arachnologen Carl Alexander Clercks huvudverk och utkom i Stockholm 1757. Det är den första omfattande boken om Sveriges spindlar och en av världens första regionala monografier över en djurgrupp. Boken, vars fulla titel är Svenska Spindlar uti sina hufvud-slägter indelte samt under några och sextio särskildte arter beskrefne och med illuminerade figurer uplyste – Aranei Svecici, descriptionibus et figuris æneis illustrati, ad genera subalterna redacti, speciebus ultra LX determinati,, består av 152 numrerade textsidor (utöver titelsida, tre sidor till Konungen, en sida från Vetenskapsakademin, tio sidor företal "Til läsaren" och två sidor register) och sex färgplanscher. Varje av de 152 numrerade sidorna, titelsidan samt det tiosidiga företalet består av en övre del på svenska och därunder, i något mindre stil, en översättning på latin.
Clerck beskrev i detalj 66 svenska spindelarter och använde för första gången någonsin en genomgående binomial nomenklatur i ett zoologiskt verk (vilket införts för växter 1753 av Carl von Linné i Species Plantarum och som användes av denne också för över 4000 djurarter i tionde upplagan av Systema Naturae 1758). Clercks Svenska spindlar är det enda verk som har företräde framför Linnés Systema Naturae vad gäller zoologisk namngivning.

## Bokens innehåll
Clerck behandlade spindlar i strikt mening, det vill säga uteslöt de spindeldjur (Arachnida) som inte är spindlar (Araneae), till skillnad från sina föregångare. Detta framgår tydligt, dels av bokens första kapitel:
Under det namnet Spindel, vil jag inga andra hafva begrepne, än de, hvars Bröst och Bål sitta med ett smalt fäste tilsammans, och hvilkas Hanar hafva sin aflelse-lem på armarna, men Honorna under bålen. (...) Alla spindlar hafva åtta ögon, åtta fötter, tvänne armar, tvänne ramar eller tilhållare, med en klo i hvardera, och släppa sina trådar genom besynnerliga därtil förordnade rör, som sitta vid ändan af bålen, samt föröka sit slägte medelst ägg-värpning.
och dels av bokens sista (nionde) kapitel "Om de så kallade TVÅ-ÖGDE SPINDLAR":
Uppå de redan beskrefne några och sextio Spindlar, synes tydeligen en allmän öfverensstämmelse och likhet, från hvilka dock de Två-ögde skilja sig tydeligare än höken från hönan. Emedan nu desse icke äro Spindlar, änskönt de gamle, hvilka ej så noga granskat dem, hafva behagat gifva dem namn däraf, med den skilnad att dessa äro två-ögde (...) Således har jag icke annorlunda kunnat, i anseende til så märkeliga motsträfvande omständigheter, än här gå dem förbi, såsom icke hithörande.
Första kapitlet innehåller beskrivningar av spindlarnas allmänna anatomi och biologi. Hans anatomiska terminologi skiljer sig från dagens: det vi i dag benämner pedipalper kallade han "armar", och det vi kallar käkar (chelicerer) kallade Clerck "tillhållare" (eller "ramar"). Spindelns kropp som vi idag delar in i prosoma (framkropp) och opistosoma (bakkropp), delas av Clerck in i "bröst" och "bål". 
Clerck delade in spindlarna i "tvenne skarar" (Agmina), Aëreorum och Aquaticorum: "LUFT-SPINDLAR, eller sådane som vi dagligen se prof af. VATTU-SPINDLAR, eller sådane som lefva i själfva vatnet; desse äro nog sällsynta och få." Luft-spindlarna (Aëreorum) "dela sig ock ostridigt i tvänne flockar" (Classes), Retiariorum och Saltatores, eller på svenska: "GILLRARE, eller sådana som sätta på åtskilligt sätt nät ut för rofvets infångande" och "HOPPARE, som aldrig gillra, utan som medelst ett hopp, liksom katten spänner råttan eller höken dufvan, häfva sig på det för när kommande yrfä". De båda flockarna delades vardera in i "trenne slag" (Genera): Gillrarna i Verticalium (spinner runda nät), Irregularium (nät av "härs och tvärs ihopfäste trådar"), samt Textorum ("Linne-väfvare ... täta nät lika som ett flor"), och hopparna i Luporum, Phalangiorum och Cancriformes beroende på deras utseende. Trots att Clerck på detta sätt delade in spindlarna i sju släkten, Genus, anses han idag ha beskrivit alla arter såsom tillhörande släktet Araneus.
Kapitlen två till åtta innehåller artbeskrivningar, ett kapitel för varje "släkte". Varje av dessa kapitel inleds med en allmän beskrivning av "släktet", varpå följer beskrivningar av de enskilda arterna. Varje artbeskrivning inleds med fynduppgifter och allmänna iakttagelser av beteende och dylikt, varefter en beskrivning av olika kroppsdelar följer (ögon, bröst, bål, fötter, armar och tillhållare), och slutligen anges eventuella iakttagelser om ägg och ungar. 
Varje art är noggrant avbildad i färg på någon av bokens sex planscher (kopparstick), ofta med detaljteckningar av exempelvis pedipalper eller ögon. I sista rutan på sista planschen finns bilder av "två-ögde spindlar" - en lockespindel och två klokrypare.

## Verkets betydelse
På grund av den, för tiden, exceptionellt noggranna behandlingen av spindlarna, har de av Clerck föreslagna namnen (som sedan anammades av Linné, med endast smärre ändringar, i dennes Systema Naturae 1758) traditionellt erkänts av arachnologer som giltiga binomen. 1959 beslutade ICZN:s kommission att Clerks verk skulle anses som giltigt vad gäller namngivning,, men ICZN:s kod nämnde inte Clerks verk. Inte förrän 1999 ändrades koden, så att Clercks Svenska spindlar av ICZN är fastställd som utgiven den 1 januari 1758, och att Svenska spindlar, i det fall denna avviker från Linnés Systema Naturae, har företräde (ett exempel på detta är Clerks Araneus som har företräde framför Linnés Aranea). Sålunda är Clerks spindlar på sätt och vis de första djurarter som fått godkända namn i den moderna systematiken.

## 1757 eller 1758?
I det sena 1800-talet accepterades Clercks verk allmänt som den första tillämpningen av binomial namngivning för spindlar. 1959 beslutade ICZN:s kommission att året 1758 skulle användas för Clercks namn och detta infördes i International Code of Zoological Nomenclature 1999.
I ett fullständigt vetenskapligt namn, med författare (auktor) och årtal, anger årtalet det år källan publicerades. Från 1 januari 2000 utgör Svenska spindlar ett undantag från denna allmänna grundläggande regel. Detta har lett till en missuppfattning bland många forskare att prioriteten ändrats, genom att Clercks verk av ICZN daterades till 1758 och Systema Naturae till 1 januari 1758. 2007 togs ett fall upp av ICZN:s kommission eftersom forskarna inte längre var säkra på om namnet skulle vara Araneus Clerck eller Aranea Linnaeus. 2009 såg sig kommissionen tvingad att återigen upprepa (fastän det redan var klart uttryckt i kodens artikel 3.1) att namnet Araneus som etablerats av Clerck har företräde och skall användas för släktet.
Denna osäkerhet visar sig också genom att årtalet för de av Clerck beskrivna arterna ömsom felaktigt anges som 1757 och ömsom i enlighet med ICZN som 1758.

## Arter
Svenska Spindlar upptar följande 66 spindelarter; deras nuvarande tillhörighet följer Platnick (2000–2010).
Kapitel 2, Verticalium (Araneidae, Tetragnathidae)
- Araneus angulatus
- Araneus diadematus
- Araneus quadratus
- Araneus marmoreus
- Araneus umbraticus – Nuctenea umbratica
- Araneus pyramidatus – Araneus marmoreus
- Araneus ocellatus – Larinioides patagiatus
- Araneus patagiatus – Larinioides patagiatus
- Araneus cornutus – Larinioides cornutus
- Araneus sericatus – Larinioides sclopetarius
- Araneus sclopetarius – Larinioides sclopetarius
- Araneus cucurbitinus – Araniella cucurbitina
- Araneus segmentatus – Metellina segmentata
- Araneus litera x notatus – Zygiella x-notata

Kapitel 3, Irregularium (Theridiidae, Nesticidae, Linyphiidae)
- Araneus castaneus – Steatoda castanea
- Araneus hamatus – Singa hamata
- Araneus lunatus – Parasteatoda lunata
- Araneus sisyphius – Phylloneta sisyphia
- Araneus formosus – Parasteatoda lunata
- Araneus ovatus – Enoplognatha ovata
- Araneus redimitus – Enoplognatha ovata
- Araneus lineatus – Enoplognatha ovata
- Araneus cellulanus – Nesticus cellulanus
- Araneus bucculentus – Floronia bucculenta
- Araneus montanus – Neriene montana
- Araneus triangularis – Linyphia triangularis

Kapitel 4, Textorum (Agelenidae, Clubionidae)
- Araneus domesticus – Tegenaria domestica, Malthonica ferruginea
- Araneus labyrinthicus – Agelena labyrinthica
- Araneus pallidulus – Clubiona pallidula

Kapitel 5, Luporum (Lycosidae, Pisauridae)
- Araneus fabrilis – Alopecosa fabrilis
- Araneus aculeatus – Alopecosa aculeata
- Araneus inquilinus – Alopecosa inquilina
- Araneus lignarius – Acantholycosa lignaria
- Araneus monticola – Pardosa monticola
- Araneus pulverulentus – Alopecosa pulverulenta
- Araneus paludicola – Pardosa paludicola
- Araneus amentatus – Pardosa amentata
- Araneus trabalis – Alopecosa trabalis
- Araneus cuneatus – Alopecosa cuneata
- Araneus undatus – Dolomedes fimbriatus
- Araneus nivalis – Alopecosa inquilina
- Araneus piraticus – Pirata piraticus
- Araneus piscatorius – Pirata piscatorius
- Araneus fumigatus – Pardosa amentata
- Araneus pullatus – Pardosa pullata
- Araneus plantarius – Dolomedes plantarius
- Araneus fimbriatus – Dolomedes fimbriatus
- Araneus mirabilis – Pisaura mirabilis

Kapitel 6, Phalangiorum (Salticidae)
- Araneus hastatus – Dendryphantes hastatus
- Araneus muscosus – Marpissa muscosa
- Araneus scenicus – Salticus scenicus
- Araneus striatus – [nomen dubium]
- Araneus terebratus – Sitticus terebratus
- Araneus litera v insignitus – Aelurillus v-insignitus
- Araneus litera v notatus – Aelurillus v-insignitus
- Araneus flammatus – [nomen dubium]
- Araneus falcatus – Evarcha falcata
- Araneus arcuatus – Evarcha arcuata

Kapitel 7, Cancriformes (Thomisidae, Philodromidae, Sparassidae)
- Araneus vatius – Misumena vatia
- Araneus margaritatus – Philodromus margaritatus
- Araneus aureolus – Philodromus aureolus
- Araneus formicinus – Thanatus formicinus
- Araneus cristatus – Xysticus cristatus
- Araneus roseus – Micrommata virescens
- Araneus virescens – Micrommata virescens

Kapitel 8, Aquaticorum (Cybaeidae)
- Araneus aquaticus - Argyroneta aquatica